# Ruaviva
O Ruaviva - Instituto da Mobilidade Sustentável - é uma Organização Não Governamental constituída em Belo Horizonte, no Brasil, como sociedade civil,, de atuação nacional, sem fins lucrativos, apartidário e pluralista.  Constituído em 5 de abril de 1999, voltado para difusão da proposta da mobilidade sustentável.
Tem como objetivo a restauração da função social da rua, como espaço democrático de uso, priorizando os modos de transporte coletivo, a pé e de bicicleta; a defesa e preservação do meio ambiente e do patrimônio histórico, cultural e artístico nos projetos e ações ligados ao transporte e à circulação urbana; a promoção do desenvolvimento urbano, econômico e social de forma sustentável, conforme os princípios da Agenda 21 e da tese do "não transporte".
O instituto é responsável pela disseminação, no Brasil, da jornada "Na Cidade Sem Meu Carro", que surge da preocupação relacionada com a qualidade do ar das nossas cidades. Tendo em vista que o setor dos transportes é responsável por 40% da emissão das partículas poluentes do ar, isto somado aos crescentes problemas relacionados com o uso do automóvel, vários países da União Europeia lançaram esta iniciativa pela primeira vez em 22 de Setembro de 2000. Não se trata da mera questão de vedar o tráfego motorizado em algumas ruas, mas sim de proporcionar às pessoas uma oportunidade para descobrirem outras formas de transporte e de viverem este dia sem sentirem restrições à sua mobilidade.